# وادي جدة (شركة)
شركة وادي جدة هي شركة مساهمة سعودية مملوكة لجامعة الملك عبدالعزيز، تأسست في مارس 2010 بهدف تهيئة الحقول العلمية بجميع أنواعها وتحفيزها نحو اقتصاد معرفي قابل لدفع عجلة النمو واستدامتها.

## الأهداف
- تأسيس بنية تحتية ومنشآت تجذب المستثمرين والمساهمين.
- تطوير شراكة إستراتيجية مع الشركاء الدوليين والمحليين المحتملين.
- تطوير وتوفير فرص استثمارية متميزة في القطاعات غير المستغلة.
- التركيز على دور البحث العلمي والتطوير في المشاريع التي تستثمر بها.
- إعداد قاعدة معلومات قوية ومربحة.